# Chrysopa nigra
Chrysopa nigra är en insektsart som beskrevs av Hanjiro Okamoto 1919. 
Chrysopa nigra ingår i släktet Chrysopa och familjen guldögonsländor. Inga underarter finns listade i Catalogue of Life.